# Литвинов, Виталий Викторович
Виталий Викторович Литвинов (род. 17 ноября 1970, Ленинград, СССР) — советский и российский футболист.

## Карьера

### Клубная
Воспитанник ленинградского футбола. После службы в армии играл на первенство города за заводскую команду «Большевик». На одном из матчей его заметили тренеры черняховского «Прогресса» Александр Фёдоров и Сергей Францев. В «Прогрессе» провёл 1,5 сезона. Затем играл в арзамасском «Торпедо», «Уралмаше», «Уралане». В 1998 году в матче против «Зенита» получил травму, через некоторое время был приглашён в команду, но подписал контракт с московским «Торпедо», в составе которого в 2000 году стал бронзовым призёром чемпионата и вошёл в Список 33 лучших футболистов чемпионата России под 3 номером. Сезон-2001 закончил в клубе «Торпедо»-ЗИЛ, затем играл в клубах первого и второго дивизионов, закончил карьеру в 2005 году.

### Тренерская
В 2006 году тренировал петербургский мини-футбольный клуб «Атланта». В настоящее время[когда?] работает детским тренером в системе ФК «Зенит» (Санкт-Петербург)